# 주세계무역기구 마카오 경제무역대표부
주세계무역기구 마카오 경제무역대표부(중국어: 澳門駐世界貿易組織經濟貿易辦事處, 포르투갈어: Delegação Económica e Comercial de Macau, junto da Organização Mundial do Comércio (OMC), 준말: DECM (OMC))는 중화인민공화국 마카오 특별행정구 정부가 스위스 제네바에 설치한 마카오 경제무역대표부이자 행정장관 직속 기구이다.
마카오와 세계무역기구 간의 관계를 담당하는 기구이다. 2003년 8월 18일에 주세계무역기구 마카오 경제무역대표부 설립에 관한 《마카오 특별행정구 행정법규 제23/2003호》에 따라 정식 설립되었다. 2003년 9월 8일에 주세계무역기구 마카오 경제무역대표부의 구성에 관한 《마카오 행정장관 고시 제218/2003호》에 따라 구성되었다.

## 임무
주세계무역기구 마카오 경제무역대표부는 다음과 같은 임무를 수행한다.
- 세계무역기구 및 해당 조직원 가운데 마카오 특별행정구를 대표한다.
- 세계무역기구의 범위 안에서 마카오 특별행정구가 서명한 다자간 및 다자간 협정 및 관련 법률 문서의 관리 및 이행을 추적한다.
- 마카오 특별행정구 경제국 및 기타 부서와 협력하여 세계무역기구 및 기타 경제무역기구 회원과의 관계 및 협상을 추적한다. 행정장관이 마카오특별행정구의 이익을 보호하기 위해 사무국을 지정하는 경우에는 사무국이 그러한 책임을 직접 수행한다.
- 세계무역기구 및 회원국에 경제 무역 지대에서의 마카오 특별행정구의 이미지를 홍보한다.
- 마카오 특별행정구와 세계무역기구 및 회원국 간의 기존 연결을 강화하기 위해 노력한다.
- 세계무역기구의 범위 내에서 마카오 특별행정구와 세계무역기구 회원국 간의 경제 및 무역 관계를 촉진한다.
- 마카오 특별행정구의 이익을 위하여 세계무역기구 및 회원국에 관한 모든 자료를 수집하고 처리한다.
- 그 밖에 행정장관이 부여한 특별한 업무 또는 사업을 그러한 직무의 범위 내에서 수행한다.

## 같이 보기
- 주베이징 마카오 특별행정구 정부 판사처
- 마카오 경제문화판사처
- 주리스본 마카오 경제무역대표부
- 주브뤼셀·유럽 연합 마카오 경제무역대표부